# Ventlinge församling
Ventlinge församling var en församling i Ölands södra kontrakt i Växjö stift, Mörbylånga kommun i Kalmar län. Församlingen uppgick 2002 i Sydölands församling

## Administrativ historik
Församlingen har medeltida ursprung. Församlingen uppgick 2002 i Sydölands församling.
Församlingskod var 084011.

### Pastorat
- En tid efter 1527: Annexförsamling i Gräsgårds pastorat.
- Fram till 1 januari 1938: Annexförsamling i pastoratet Ås och Ventlinge.
- 1 januari 1938 till 1962: Moderförsamling (enligt beslut den 3 december 1937) i pastoratet Ventlinge och Ås.[2]
- 1962 till 2002: Annexförsamling i pastoratet Södra Möckleby, Smedby, Gräsgård, Segerstad, Ventlinge och Ås.[3]

## Kyrkor
- Ventlinge kyrka

## Series pastorum
| Ämbetstid              | Namn                             | Levnadstid             |
| (1525)                 | Esbernus Haquini                 |                        |
| ?–1602                 | Jöns Hansson (Johannes Johannis) | d. 1611                |
| 1602–1612              | Matthias Nicolai                 |                        |
| 1613–1641              | Olaus Olai                       | d. 1643                |
| 1642–1669              | Magnus Jonae (Måns Jonsson)      | d. 1669                |
| 1671–1686              | Laurentius Mathiae Gerdznerus    | d. 1686                |
| 1686–1722              | Elias Linnerus                   | d. 1722                |
| 1723–1741              | Carl Rossander                   | 1682–1741              |
| 1741–1763              | Gustaf Brunnerus                 | 1688–1763              |
| 1765–1794              | Jacob Brunnerus                  | 1722–1794              |
| 1795–1820              | Jacob Lundenberg                 | 1744–1820              |
| 1821–1827              | Adolph Fredrik Kniberg           | 1783–1827              |
| 1830–1843              | Isak Isberg                      | 1792–1843              |
| 1846–1859              | Carl Abraham Bohman              | 1802–1859              |
| 1862–1868              | Johan Fredrik Carlström          | 1797–1871              |
| 1868–1878              | Johan Henrik Lagström            | 1823–1897              |
| 1879–1890              | Nils Gertzell                    | 1834–1890              |
| 1892–1917              | Johan Peter Gertzén              | 1842–1917              |
| 1918–1935              | Carl Johan Berger                | 1865–1939              |
| 1936–1947              | John Artur Olsson                | 1902–(åtminstone 1947) |
| 1948–(åtminstone 1951) | Pehr Ingvar Ahlqvist             | 1908–1981              |